# Xian de Têwo
Le xian de Têwo (迭部县 ; pinyin : Diébù Xiàn, tibétain : Thebo) est un district administratif de la province du Gansu en Chine. Il est placé sous la juridiction de la préfecture autonome tibétaine de Gannan.

## Démographie
La population du district était de 55 568 habitants en 1999.

## Économie
Des mines d'uranium, sont exploitées depuis les années 1980 à Têwo. Sun Xiaodi a été le témoin des graves contaminations radioactives dues à l’exploitation de la mine d’uranium et a interpellé les autorités pendant plus de dix ans, recherchant notamment des soutiens de la population par pétitions. La mine a été officiellement fermée en 2002, mais l’administration locale aurait continué à exploiter le minerai radioactif à des fins de profits personnels.